# Lesław Paga
Lesław Andrzej Paga (ur. 24 września 1954 w Bytomiu, zm. 2 lipca 2003) – polski ekonomista, współtwórca Giełdy Papierów Wartościowych w Warszawie, pierwszy przewodniczący Komisji Papierów Wartościowych.

## Życiorys
Absolwent I Liceum Ogólnokształcącego im. Stanisława Staszica w Lublinie i Uniwersytetu Marii Curie-Skłodowskiej w Lublinie. Stopień doktora nauk ekonomicznych uzyskał w 1983 na Wydziale Ekonomicznym UMCS za pracę pt. Mechanizm społecznego wartościowania perspektywicznych wzorców konsumpcji (promotor – Wacław Grzybowski). Następnie przeniósł się na Katolicki Uniwersytet Lubelski i jako adiunkt zajął się studiami nad gospodarką rynkową. Uczelnia wysłała go jako stypendystę do Stanów Zjednoczonych, gdzie poznał od podstaw mechanizmy działania rynku kapitałowego. Działacz Niezależnego Samorządnego Związku Zawodowego „Solidarność” (podczas I zjazdu pełnił funkcję przewodniczącego obrad), po 1989 roku zaangażowany w działalność państwową. Był doradcą Ministra Finansów, dyrektorem departamentu w Ministerstwie Przekształceń Własnościowych, współtwórcą Giełdy Papierów Wartościowych w Warszawie. W latach 1991–1994 był pierwszym przewodniczącym Komisji Papierów Wartościowych. Później m.in. prezes firmy consultingowej Deloitte & Touche.
Został odznaczony m.in. Krzyżem Kawalerskim (1995) i Komandorskim (2001) Orderu Odrodzenia Polski, honorowy członek Giełdy Papierów Wartościowych (2003).
Pochowany w części ewangelickiej cmentarza przy ulicy Lipowej w Lublinie (kwatera 3-2-108).

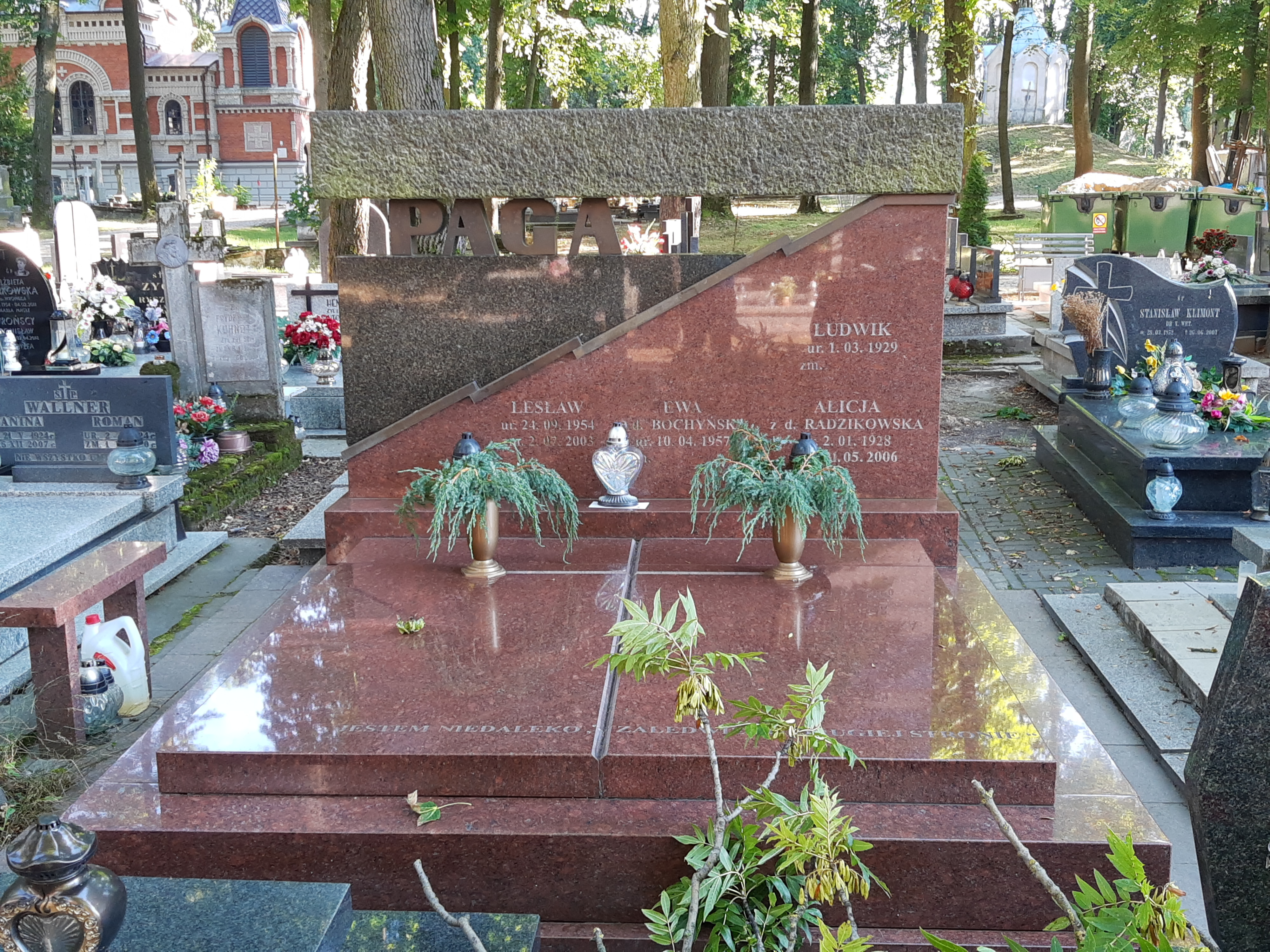
Grób Lesława Pagi na cmentarzu przy ulicy Lipowej w Lublinie

## Fundacja im. Lesława A. Pagi
W 2003 roku powołana została Fundacja im. Lesława A. Pagi. w celu upamiętnienia osoby i dzieła Lesława Andrzeja Pagi.
Została powołana dzięki zaangażowaniu ludzi i środowisk, z którymi Lesław Andrzej Paga był blisko związany a fundatorami Fundacji są Ewa i Paulina Paga oraz firma Deloitte.
Celem Fundacji jest działalność oświatowo-wychowawcza związana z promowaniem dobrych praktyk w działalności gospodarczej, a także wspieranie utalentowanych studentów i absolwentów szkół wyższych zajmujących się problematyką gospodarczą.
Od 2004 roku Fundacja przyznaje Nagrodę im. Lesława A. Pagi. Wyróżnia się nią biznesmenów, działaczy gospodarczych i publicznych lub instytucje.